# Strada nazionale 78
La strada nazionale 78 era una strada nazionale del Regno d'Italia, che congiungeva Isernia alla stazione di Caianello.
Venne istituita nel 1923 con il percorso "Dalla nazionale n. 75 presso Isernia, per Venafro alla nazionale n. 74 (Casilina) presso la stazione di Caianello".
Nel 1928, in seguito all'istituzione dell'Azienda Autonoma Statale della Strada (AASS) e alla contemporanea ridefinizione della rete stradale nazionale, il suo tracciato costituì per intero la strada statale 85 Venafrana.